# Turducken

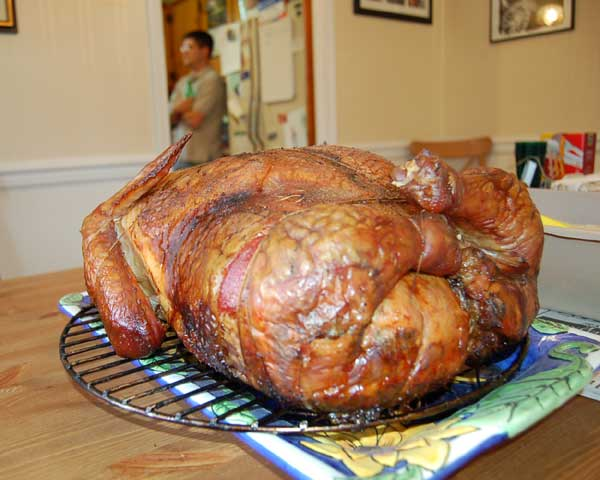
Turducken.

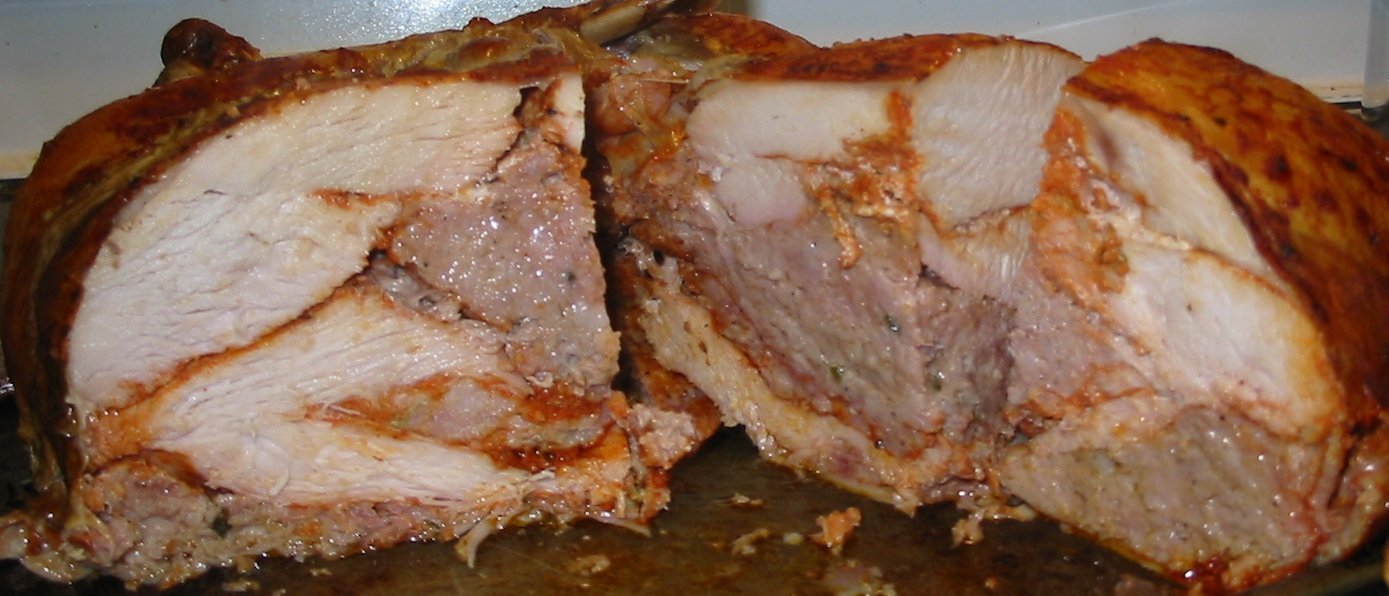
Turducken farci aux saucisses.

Le turducken ou dinde gigogne (en français) est un plat américain composé d’une dinde partiellement désossée, farcie d’un canard partiellement désossé, lui-même farci d’un poulet partiellement désossé.
Le nom turducken est un mot-valise formé à partir du nom anglais de ces trois ingrédients : turkey, duck et chicken pour dinde, canard et poulet. L’intérieur du poulet est également rempli de farce traditionnelle, à base de chapelure et de saucisse, tout comme les couches entre chaque volaille. La préparation est ensuite braisée, rôtie, grillée mais jamais frite.
Ce plat est très populaire dans les États du Sud des États-Unis, et plus particulièrement en Louisiane, mais on retrouve également des références à ce type de recette-gigogne en Europe : au Moyen Âge, ou encore dans l’Empire romain.

## Origine
Ce plat pourrait être le produit de la fusion des cultures cadienne et créole, et le chef-cuisinier Paul Prudhomme est parfois crédité de sa création pour le festival Duvall Days de 1983.
En novembre 2005, Calvin Trillin  dans le magazine National Geographic, fait remonter l'origine américaine de ce plat jusqu'à la ville de Maurice en Louisiane, et la Hebert's Specialty Meats qui commercialise ses turducken depuis 1985. La société prépare environ 5 000 turducken pour Thanksgiving.
Aux États-unis, le turducken est souvent associé à la culture do it yourself (« faites-le-vous-même »). Sa popularité s'est propagée depuis la Louisiane vers le reste des États du Sud et au-delà, et ce plat est maintenant disponible dans le commerce traditionnel ou par correspondance.

## Variantes
La mode des plats à base de plusieurs espèces d'oiseaux a donné lieu à de multiples variations sur le thème du turducken. Ainsi, une éleveuse de Devon, en Angleterre, a concocté une préparation à base de douze oiseaux différents, pesant 25 kg.
Grimod de La Reynière rédigea en 1807 la recette du « rôti sans pareil », un plat à base de dix-sept volatiles désossés et imbriqués les uns dans les autres.

## Dans la culture populaire
- Dans la série How I Met Your Mother, le personnage de Ted fait allusion à la recette du turducken en annonçant à ses amis qu'il cuisinera pour Thanksgiving une turturkeykey (« dinde-dans-dinde »), une dinde fourrée d'une autre dinde.
- Dans la série Glee, le coach Beiste mange un turducken pendant la pause déjeuner (épisode 7 de la saison 3).
- Dans la série  Blue Bloods, la famille Reagan mange un poulet gigogne lors de son repas dominical (épisode 17 de la saison 6).